# Економска школа Добој
Економска школа Добој је средња школа основана 31. октобра 1955. године. Налази се у Добоју, у улици Цара Душана 18 и смјештена је у зграду средњошколског центра у Добоју заједно са још три добојске средње школе: Саобраћајна и електро школа Добој, Економска школа Добој и Угоститељска и трговинска школа Добој.

## Историјат
Средња економска школа је према Решењу Народног одбора Среза Добој основана 31. октобра 1955. године у Добоју, развој школства се састоји од четири етапе. Прву чини оснивања Економске школе до 30. јуна 1974. године када је формиран Економски школски центар „25. мај” у чији састав улазе Економска, Трговинска и Угоститељска школа у Добоју. Другу етапу чини период 30. јуна 1974—31. маја 1977. године када Економски школски центар „25. мај” и Школски центар „23. август” Добој формирају Радну организацију Средњошколски центар Добој. Трећи период обухвата постојање Средњошколског центра „Ђуро Пуцар Стари” и траје до почетка школске 1992—93. године. Четврта етапа је била школске 1992—93. године као самостална васпитно–образовна организација у саставу Министарства просвете и културе Републике Српске.
Школа је прво била смештена у згради старе основне школе поред тадашње болнице, данашње Медицинске школе, а затим је премештена у дограђени спрат зграде Гимназије до 1976. године, када је премештена у нову зграду Средњошколског центра у којој се и данас налази. Струке и занимања која су постојала у оквиру школе су економска (економски техничар), пољопривредна (пољопривредни техничар), економска (књиговођа), трговинска (аранжер и продавац), пољопривредна (прерађивач воћа, поврћа и сокова, ратарски механизатор и воћар), економија, право и администрација (царински техничар, економски техничар, правни техничар, дактилограф и комерцијални техничар).

## Догађаји
Догађаји Економске и трговинске школе Добој:
- Светосавска академија[6]
- Дечија недеља[7]
- Дан школе[8]
- Дан штедње[9]
- Дан лепоте[10]
- Дан сећања на жртве холокауста, геноцида и других жртава фашизма у Другом светском рату[11]
- Дан српског јединства, слободе и националне заставе[12]
- Светски дан хране[13]
- Светски дан волонтера[14]
- Светски дан борбе против дијабетеса[15]
- Светски дан средњошколаца[16]
- Светски дан Конфуцијевог института у Добоју[17]
- Међународни дан толеранције[18]
- Међународни дан жена[19]
- Међународни дан писмености[20]
- Међународни дан матерњег језика[21]
- Европски дан језик[22]
- Сајам образовања одраслих и запошљавања[23]
- Сајам књига у Београду[24]
- Сајам књига у Бања Луци[25]
- Кинеска Нова година[26]
- Пројекат „Табла”[27]
- Пројекат „Брига о деци — заједничка одговорност и обавеза”[28]